# Trešnjevica (sjeverno od Konjica)
Trešnjevica je naseljeno mjesto u općini Konjic, Federacija Bosne i Hercegovine, BiH.
Nalazi se sjeverno od Konjica.

## Stanovništvo

### 1991.
Nacionalni sastav stanovništva 1991. godine, bio je sljedeći:
ukupno: 105
- Hrvati – 105

### 2013.
Nacionalni sastav stanovništva 2013. godine, bio je sljedeći:
ukupno: 5
- Hrvati – 5

## Vanjske poveznice
- Satelitska snimka  Arhivirana inačica izvorne stranice od 30. ožujka 2021. (Wayback Machine)